# Милфордский тоннель
Милфордский тоннель (англ. Milford Tunnel) — железнодорожный тоннель в Дербишире магистрали Мидленда. Двухпутный тоннель проходит под холмом Чевин (англ. Chevin) на участке между станциями Даффилд и Белпер. Построен в 1840 году по проекту Джоржа и Роберта Стефенсонов для North Midland Railway. Имеет длину 783 метра. На момент постройки стал вторым по длине тоннелем на магистрали Мидленда (после Клейкросского).
На западной стороне долины Деруэнта есть несколько обнажений песчаника, одно из которых находится на холме Берли к югу от Даффилда, а другое — на Замковой горе в самом Даффилде. Однако долина оказалась слишком узкой и занята деревней Милфорд, от которой тоннель получил свое название, и одной из хлопковых фабрик Джедедайи Стратта. Название холма Чевин имеет кельтское происхождение, но часто его называют Файерстоун (с англ. — «огненный камень») — по названию места, на котором зажигались сигнальные огни, предупреждавшие об вторжении неприятеля или других опасностях.

## Описание
North Midland Railway украшала северные порталы своих тоннелей, в то время как южные оставляла относительно простыми. В данном случае северный портал представляет собой арку в саксонском стиле, окруженную семью концентрическими каменными полукольцами. Портал встроен в стену из бутовой кладки, которая настолько заросла, что перестала быть видимой. Южный портал выполнен по общему стандарту North Midland Railway. Оба портала внесены в список памятников архитектуры II категории и включены в объектВсемирного наследия «Фабрики в долине реки Деруэнт».

## История
Контракт на строительство Милфордского тоннеля в 1837 году получил Дэвид Макинтош, запросивший за работы 93 122 фунта стерлингов (8 524 000 фунтов стерлингов в ценах 2019 года). Проект тоннеля разработали Джордж и Роберт Стефенсоны, которым помогал Фредерик Суонвик. Фонд Historic England предполагает, что в проектировании портала тоннеля участвовал архитектор Фрэнсис Томпсон. Особое эстетическое оформление северный портал получил потому, что выходил на земли, принадлежащие семье Стратт, с которой железная дорогая вела переговоры. Вид на северный портал открывается с соседнего автомобильного моста.
Контрактных чертежей северного портала Милфордского тоннеля обнаружено не было. Сам тоннель включен в чертежи, но без существующего оформления портала, вместо которого использован стандартный проект North Midland Railway, приведённый без разделения на южный и северный порталы. В таком виде построен южном портал, что позволяет предположить, что на момент подписания контракта оба портала должны были быть одинаковыми, а оформление северного портала согласовано позднее.
Когда Мидлендская железная дорога модернизировала линию до четырех путей к югу от тоннеля, на входе в него был установлен пост управления движением по тоннелю, от которого была проведена линия дистанционного управления семафором на северном входе.

## Башня
Во время строительства на вершине холма была возведена башня, сохранившаяся до настоящего времени. Её назначение не выяснено. Наиболее вероятной версией считается, что башня предназначалась для проверки отклонений конструкций тоннеля от проектного положения, для чего она была оборудована оптическим прибором. Поскольку ни в одном строительстве тоннелей того времени подобная практика не применялась, существует альтернативная версия, согласно которой башня предназначалась для контроля прохождения поездов через тоннель. Фактически, это ранний экспериментальный вариант системы блокировок, введённой вместо обычно используемой в то время системы временных интервалов.